# St. Libory
St. Libory es una villa ubicada en el condado de St. Clair en el estado estadounidense de Illinois. En el Censo de 2010 tenía una población de 615 habitantes y una densidad poblacional de 251,27 personas por km².

## Geografía
St. Libory se encuentra ubicada en las coordenadas 38°21′46″N 89°42′44″O / 38.36278, -89.71222. Según la Oficina del Censo de los Estados Unidos, St. Libory tiene una superficie total de 2.45 km².

## Demografía
Según el censo de 2010, había 615 personas residiendo en St. Libory. La densidad de población era de 251,27 hab./km². De los 615 habitantes, St. Libory estaba compuesto por el 96.91% blancos, el 0.16% eran afroamericanos, el 0% eran amerindios, el 0.16% eran asiáticos, el 0.16% eran isleños del Pacífico, el 0.98% eran de otras razas y el 1.63% pertenecían a dos o más razas. Del total de la población el 1.46% eran hispanos o latinos de cualquier raza.